# Hokejová síň slávy
Hokejová síň slávy (NHL), ležící v Torontu, v kanadské provincii Ontario, je muzeum a síň slávy věnovaná historii ledního hokeje. Nachází se zde výstavy o hráčích, týmech, rekordech a trofejích NHL včetně Stanley Cupu. Síň slávy byla založena Jamesem T. Sutherlandem původně v Kingstonu. První skupina významných osobností do ní byla uvedena v roce 1945. V roce 1958 se pak musela stěhovat do Toronta, protože ji NHL odmítla podporovat, kdyby zůstala v Kingstonu. V roce 1961 našla své první permanentní prostory v torontském Exhibition Place. V roce 1993 byla přemístěna do bývalé budovy Bank of Montreal na Yonge Street, kde setrvává dodnes.
Každý červen se osmnáctičlenná komise hráčů, trenérů a dalších setkává aby vybrala další oceněné osobnosti a ty pak rozdělí do kategorií hráči, budovatelé a rozhodčí. V roce 2010 byla vytvořená nová kategorie pro hokejistky. Do kategorie budovatelů jsou zařazováni úspěšní trenéři, manažeři, komentátoři, vlastníci a další, kteří pomohli proslavit hokej. Ocenění lidé jsou pak uvedeni do síně slávy na každoročním ceremoniálu v Hokejové síni slávy v listopadu, který je následován zápasem Toronto Maple Leafs. V roce 2009 už bylo v síni slávy 244 hráčů, 98 budovatelů a 15 rozhodčích. Kritizována je Hokejová síň slávy za to, že se soustředí především na hráče z NHL a téměř ignoruje hráče z ostatních amerických nebo ostatních lig.

## Historie
Hokejovou síň slávy založil v roce 1943 bývalý prezident Kanadské amatérské hokejové asociace (CAHA), James T. Sutherland. V domnění že Kingston je rodištěm hokeje, usiloval o založení síně slávy právě tam. V roce 1943 se tedy CAHA s NHL dohodly na Kingstonu. Původně zvaná Mezinárodní hokejová síň slávy se soustředila na oceňování legendárních hráčů a také na charitativní činnost. Na konci dubna 1945 bylo vybráno prvních jedenáct členů i přes fakt, že se v Kingstonu musela často stěhovat. Po smrti Sutherlanda v roce 1955 ztratil Kingston hlavního bojovníka a nemohl se ubránit NHL, která chtěla síň slávy v Torontu.
A protože se do roku 1958 nepodařilo vybrat dostatečnou částku peněz na postavení permanentní budovy pro síň slávy v Kingstonu, prezident NHL Clarence Campbell ztratil trpělivost a podporu, kterou dříve liga Kingstonu nabídla, stáhl. Ještě ve stejný rok se NHL dohodla s CNE, vlastníkem torontského Exhibition Place a síň slávy byla tak přesunuta do Síně slávy kanadského sportu, která je právě tam umístěna. Hokejová síň slávy fungovala jako část Síně slávy kanadského sportu a při každoročně konaném festivalu Canadian National Exhibition, v roce 1958, ji navštívilo 350 tisíc lidí. Díky tomuto úspěchu se NHL a CNE dohodly na tom, že Hokejová síň slávy bude mít svou vlastní permanentní budovu na Exhibiton Place, jejíž výstavbu bude NHL plně dotovat. První permanentní budova se začala stavět v roce 1960 a o rok později už byla otevřena. Ve svém prvním roce přilákala 750 tisíc lidí. Až do roku 1980, kdy byla síň slávy rozšířena, bylo vstupné dobrovolné.

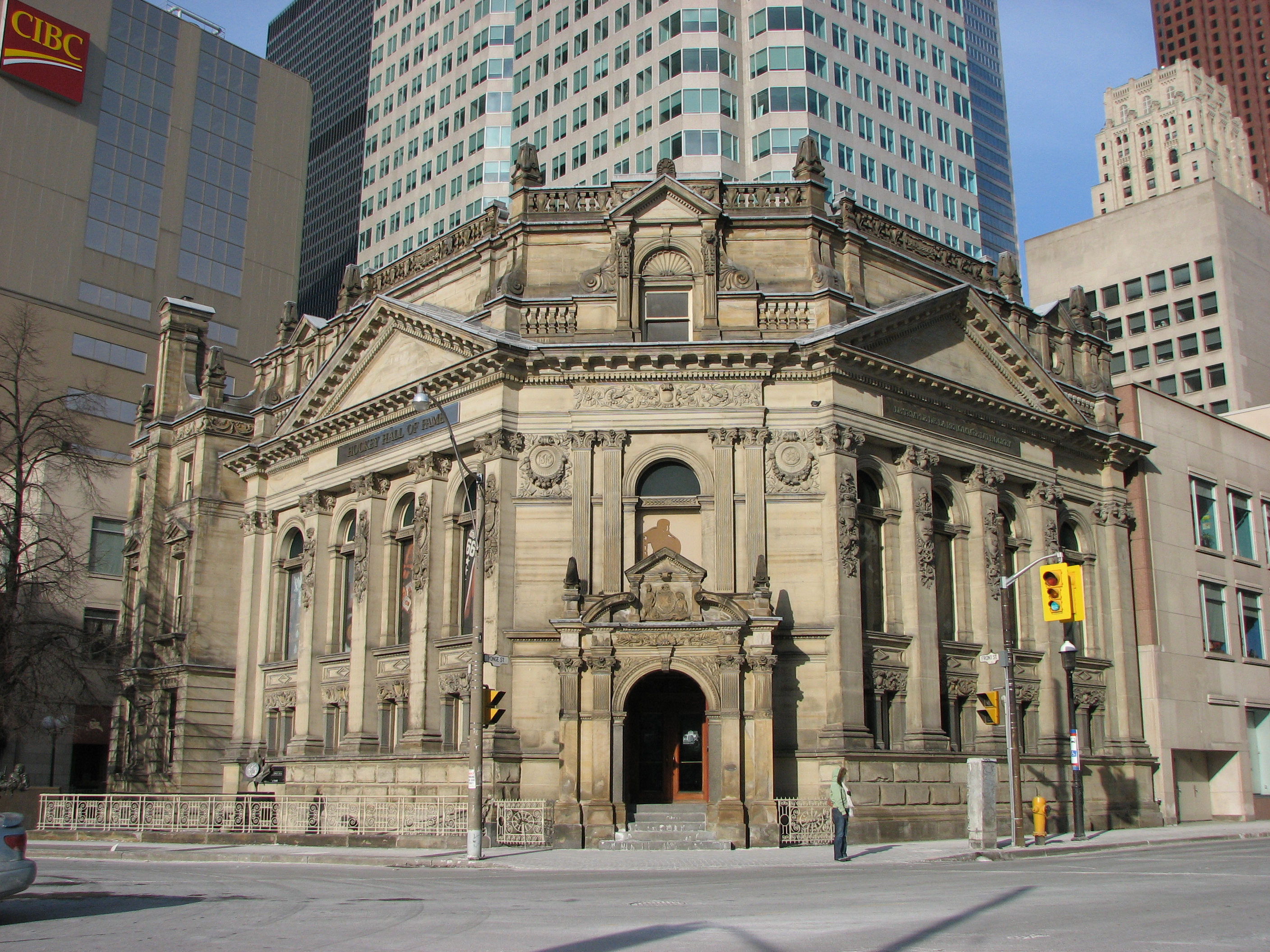
Hokejová síň slávy v Torontu.

V roce 1986 už začínalo scházet místo a vedení síně slávy začalo hledat nové místo. Budova na Exhibition Place byla v roce 1992 uzavřena a krátce poté začalo stěhování do bývalé budovy Bank of Montreal. Budova, která je nyní částí Brookfield Place, byla oficiálně otevřena jako Hokejová síň slávy 18. června 1993 a je sedmkrát větší než budova na Exhibition Place. Síň slávy navštíví ročně 300 tisíc lidí.

## Expozice
V Hokejové síni slávy je 15 expozicí na celkové ploše 5 300 m². Návštěvníci zde mohou spatřit trofeje, sběratelské věci nebo věci použité v zápasech NHL. MCI Great Hall, známá také jako „hokejová katedrála“ obsahuje fotky a životopisy všech oceněných členů. Hlavní částí je bezesporu Stanley Cup. Ten je, stejně jako ostatní trofeje, zobrazen v trezoru ve výklenku Great Hall. Když je Stanley Cup jinde, jako například na finále nebo na cestách s hráči, kteří ho vyhráli, je zde vystavena replika. V Great Hall se taky pořádá každoroční uváděcí ceremoniál.
NHL Zone je velký prostor o NHL. Současné týmy a současní hráči jsou soustředěni v sekci NHL Today, zatímco sekce NHL Retro nabízí sběratelské věci a informace o každém bývalém i současném týmu NHL. Sekce NHL Legends obsahuje rotující expozice soustřeďující se na všechny oceněné členy, sekce NHL Milestones se soustředí na všechny významné rekordy. The Stanley Cup Dynasties je sekce, která se soustředí na devět týmů, kterým se říká „dynastie“, protože dlouhou dobu vládly v kuse. Je zde také replika šatny Montreal Canadiens, ještě z haly Montreal Forum. Panasonic Hometown Hockey je sekce zaměřující se na nepříliš významné ligy v Severní Americe včetně ženského hokeje a již zaniklých lig. V roce 2000 zde také existovala expozice se sběratelskými věcmi na tematiku Wayna Gretzkyho.
Interaktivní obrazovky jsou používány v zóně NHLPA Be A Player Zone. V sekci Source For Sports Shoot Out střílejí návštěvníci opravdové puky na počítačovou simulaci brankáře Eda Belfoura. V sekci Lay's Shut Out zase chytají střely od dvou hokejových legend v počítačové simulaci, Wayna Gretzkyho a Marka Messiera. TSN/RDS Broadcast Zone zase poskytuje možnost podívat se jak to chodí s hokejovými komentátory a umožňuje i hostům něco okomentovat a nahrát a později to zobrazit na webové stránce síně slávy, nebo ve vysílání jedné z televizí, které jsou sponzory.
Je tu také hodně expozicí o hokeji mimo Severní Ameriku. V roce 1998 byla otevřena World Of Hockey Zone věnovaná mezinárodnímu hokeji, mistrovství světa a Olympijským hrám. Každá členská země IIHF pak má zde svůj vlastní profil.

## Seznam členů
- Seznam členů je uveden v článku "Seznam členů hokejové síně slávy".